# El Día (Houston)
El Día fue un periódico en español originario de Houston, Texas y propiedad de El Día, Inc. Sus oficinas se localizan en Greater Sharpstown.
Este periódico, que comenzó a publicarse en 1982, se centró en la comunidad hispanoablante de Houston, de México, Centroamérica y Sudamérica. Cada ejemplar tenía cincuenta y seis páginas, en las que había artículos, noticias de espectáculos, historietas y columnas. Su competidor principal fue Rumbo, que nació a fines de agosto de 2004.
El Día dejó de editarse en 2009. Al respecto, Carlos Munoz, uno de sus periodistas, afirmó que era demasiado caro seguir publicándolo. KHOU-TV, por su parte, afirmó que la desaparición del periódico «dejó a miles de residentes [en Estados Unidos] sin un acompañamiento cotidiano». La compañía que dirigía el periódico, renombrada La Subasta Inc. comenzó a publicar La Subasta, un periódico de clasificados.